# Коссе, Тимолеон де
Тимолеон де Коссе (фр. Thimoléon de Cossé; 6 декабря 1626 — 15 января 1675), граф де Коссе и Шатожирон — французский генерал, великий хлебодар Франции.

## Биография
Второй сын Франсуа де Коссе, герцога де Бриссака, и Гийонны де Рюэллан.
Крещен в церкви Сен-Жан-де-Бриссак 5 января 1636.
Был генерал-лейтенантом артиллерии Фландрского департамента, командовал артиллерией в ходе осад ряда крепостей в Нидерландах в 1644—1659 годах. Кампмаршал (6.9.1650).
В феврале 1661 сменил своего брата герцога де Бриссака в должности великого хлебодара Франции, в том же году был назначен губернатором города и цитадели Мезьера, а 31 декабря 1661 был пожалован Людовиком XIV в рыцари орденов короля.
Умер в своем замке Ормей.

## Семья
Жена: Элизабет Лешаррон (ум. 6.1679), дама д'Ормей, дочь Антуана Лешаррона, барона д'Ормей, и Изабо дю Буше
Дети:
- Артюс-Тимолеон-Луи (ок. 1668—1.07.1709), граф де Коссе и Шатожирон, герцог де Бриссак, великий хлебодар Франции. Жена: Мари-Луиза Бешамей, дочь Луи де Бешамеля, сеньора де Нуантеля, и Мари Кольбер
- Шарль-Альбер (ум. 13.04.1712), называемый аббатом де Коссе
- Гийонна-Франсуаза-Жюдит, монахиня в Пантемоне, аббатиса Сен-Пьер-де-Лиона (07.1708)